# Arthur Cook
Pour les articles homonymes, voir Cook.
Arthur Cook, né le 19 mars 1928 à Washington (district de Columbia) et mort le 21 février 2021, est un tireur sportif américain.

## Palmarès

### Jeux olympiques
- 1948 à Londres
  -  Médaille d'or en 50 m carabine trois positions[2]